# Cottbus (tỉnh)
Cottbus là một tỉnh (Bezirk) của Cộng hòa Dân chủ Đức. Trụ sở và thành phố chính là Cottbus.

## Lịch sử
Tỉnh được hình thành cùng với 13 tỉnh khác vào ngày 25 tháng 7 năm 1952, thay thế các bang cũ. Sau ngày 3 tháng 10 năm, 1990, tỉnh bị giải thể trong giai đoạn tái thống nhất nước Đức, lại trở thành một phần của bang Brandenburg, ngoại trừ khu vực Hoyerswerda.

## Địa lý

### Vị trí
Tỉnh Cottbus, chủ yếu năm trên lãnh thổ bang Brandenburg và một phần bang Sachsen (Hoyerswerda) ngày nay, giáp với Bezirke Frankfurt (Oder), Potsdam, Halle, Leipzig và Dresden. Tỉnh có biên giới với Ba Lan.

### Phân cấp
Bezirk được phân thành: 1 quận (Stadtkreis) và 14 huyện (Landkreise): 
- Quận: Cottbus.
- Huyện: Bad Liebenwerda; Calau; Cottbus-Land; Finsterwalde; Forst; Guben; Herzberg; Hoyerswerda; Jessen; Luckau; Lübben; Senftenberg; Spremberg; Weißwasser.